# 張維倩
張維倩（1985年1月14日—），中華民國政治人物、律師，民主進步黨籍，現任第3-4屆新北市議員。出生於臺灣新北市，東吳大學法學學士、美國印第安納大學布盧明頓分校法學碩士畢業。曾於民主進步黨擔任新北市黨部執行委員、全國黨代表，曾任新北市政府青年律師服務團律師、消費爭議調解委員會委員。

## 早年生涯
張維倩出生於臺北縣中和市，父親張瑞山曾任台北縣及新北市議員；她從小在家庭環境耳濡目染下，國小三年級就幫忙父親拉票助選，並對公眾事務產生濃厚興趣。求學時期就讀新北市當地秀山國小、福和國中，於景美女中及東吳大學法學學士畢業後，赴美國持續進修，取得美國印第安納大學布盧明頓分校法學碩士學位。2014年返台考取中華民國律師執照，專長是家事事件及一般民事訴訟。律師高考及格後歷練過多家法律事務所，擔任新北市政府青年律師服務團律師、調解委員會委員、警察局中和分局法律顧問；期間曾替員警講解有關執勤之法院判例，並於父親的議員服務處，固定替當地民眾進行法律諮詢服務。

## 政治經歷
2018年3月5日，領表登記參加民進黨黨內議員提名初選，初選民調成績為23.1%，獲提名為第3屆新北市第5選區市議員候選人。競選期間曾參加捐血活動傳承公益，舉辦幼兒發展篩檢巡迴服務，協助住戶處理捷運環狀線造成鄰損問題；提出爭取閒置空間轉型社會住宅、提供市民法律諮詢服務、整頓瓦磘溝及中原溝周邊空地、強化兒童早療篩檢計畫、建構長者醫療資源網等政見。選舉結果獲得2萬3844票、得票率11.05%，順利當選該屆市議員。
2019年，會勘中和大勇街黃昏市場積水情形，建議市府應雙向擴建排水溝。提議將監視影像上傳雲端，避免再次發生虐嬰事件。提出法務部函釋，修補托嬰中心施虐罰則漏洞。舉辦幼兒發展篩檢社區服務，藉以強化早期治療、減輕家庭負擔。成立總統蔡英文及立委江永昌競選後援會，負責當地輔選工作。
2022年5月，民進黨公布中和區議員初選民調，張維倩以0.2818成績通過初選。選舉結果獲得2萬4254票，成功當選連任。

## 選舉紀錄
| 年度 | 選舉屆數             | 選舉區           | 所屬政黨   | 得票數 | 得票率 | 當選標記 | 備註 |
| ---- | -------------------- | ---------------- | ---------- | ------ | ------ | -------- | ---- |
| 2018 | 第三屆新北市議員選舉 | 新北市第五選舉區 | 民主進步黨 | 23,844 | 11.05% |          |      |
| 2022 | 第四屆新北市議員選舉 | 新北市第六選舉區 | 民主進步黨 | 24,254 | 12.45% |          |      |

## 外部連結
- 張維倩的Facebook專頁